# Fukuroi
Fukuroi (袋井市?) è una città giapponese della prefettura di Shizuoka.